# Бацилярний пурпуровий гепатит
Бацилярний пурпуровий гепатит (також бацилярний пеліоз; англ. Bacillary peliosis; також бактеріальний пурпуровий гепатит) — хвороба з групи бартонельозів, виділений у самостійну форму захворювання на підставі домінування симптомів ураження паренхіми печінки на тлі загальної дисемінації збудника в організмі, особливо у осіб з дефіцитом імунної системи. По суті він являє собою ізольоване продовження або супутній процес при шкірній і генералізованій формах бацилярного ангіоматозу.
Є складовою патоморфологічного поняття «пеліозний гепатит», який являє собою по суті окремий випадок так званого вісцерального пеліозу черевної порожнини. Є описовим терміном своєрідною патологічної нозологічної форми (enfity), що розвивається в основному у внутрішніх великих органах як множинні крихітні кісти, заповнені кров'ю, які можуть бути великими, до декількох сантиметрів у діаметрі. Вони можуть бути безладно розкидані в паренхімі ураженої тканини, зазвичай без явного обмеження клітинами. У більшості випадків було порушено печінку (пеліозний гепатит), також можуть бути включені й інші структури в системі мононуклеарних фагоцитів (СМФ) — селезінка, лімфатичні вузли черевної порожнини і кістковий мозок. Описані поодинокі випадки ураження нирок, наднирників, підшлункової залози, легень і шлунково-кишкового тракту.

## Етіологія
Ураження спричинює Bartonella henselae з роду бартонел, яка частіше у людей породжує хворобу котячих подряпин. Це грамнегативна бактерія, що має форму палички, факультативний внутрішньоклітинний паразит, рухомий, спор і капсул не утворює, анаероб, малочутливий до дезінфекційних засобів. Його важко вирощувати на штучних поживних середовищах. Поза організмом людини і гризунів культивування може здійснюватися в котячих блохах, а також на твердих і напіврідких поживних середовищах, збагачених 5-10 % крові людини або тварин при температурі від 35 до 37°С, з 5-10 % вуглекислого газу і 40 % вологістю. Виділення цього збудника значно полегшується, якщо використовувати лінії ендотеліальних клітин, а також лізис-центрифугування крові. Мікроорганізм не проявляє гемолітичних властивостей, інертний до вуглеводів. Ідентифікація виділеного збудника проводиться з використанням специфічних антисироваток, визначенням профілю жирних кислот клітинної стінки або молекулярно-генетичним методом. Bartonella henselae можна виявити в тканинах за допомогою методу імпрегнації сріблом, при цьому вони розташовуються у вигляді розгалужених ланцюжків поблизу колагенових волокон, кровоносних судин, ділянок некрозу. Для Bartonella henselae описані не до кінця прояснені властивості у вигляді дії на лейкоцити людини із зниженням їхньої оксидативної функції, спонукання проліферації ендотелію. Bartonella henselae здатна стимулювати виділення деяких прозапальних цитокінів й має токсичні ліпополіцукриди, а також фактори, що пригнічують імунну відповідь.

## Епідеміологічні особливості

### Джерело та резервуар інфекції
Джерелом й резервуаром інфекції, як і при хворобі котячої подряпини, є дрібні представники родини котячих, серед яких за близькістю до людини найперше місце посідає домашня кішка. Серед котячих інфекція передається за допомогою їхніх бліх Ctenocephalides felis. B. henselae виявляється в кишечнику бліх протягом 9 днів після інфікування, що свідчить про її розмноження і персистенцію в організмі бліх — тобто того, що блохи є головним резервуаром й джерелом цієї інфекції. Блохи протягом свого життєвого циклу харчуються багато разів і нерозбірливі відносно свого хазяїна, що їх прогодовує. Внаслідок цього вони по черзі присмоктуються до котячих й легко заражаються бартонелами. Встановлено, що резервуаром B. henselae можуть бути й собаки, проте достовірно підтверджених випадків зараження від них людей доки не описано. Останніми роками молекулярно-генетичними методами було продемонстровано, що ДНК B. henselae може виявлятися в іксодових кліщах видів Ixodes persulcatus и Dermacentor reticulatus, хоча їхня роль як вектора передачі збудника не вивчена.
Широке поширення інфекції в теплому й вологому кліматі пояснюється більшою зараженістю котячих, тому що такі кліматичні умови сприяють кращій циркуляції бліх. Більшість з тих котів, що хворіють скрито, носять в собі збудників роками. Бартонели у великій кількості накопичуються у слинних залозах котячих. Зважуючи на механізм полювання цих тварин, що полюють завжди поодинці, а це вимагає прихованого підкрадання до здобичі, через що будь-які котячі згідно вродженого рефлексу ретельно вилизують свої шерсть та кігті, аби максимально зняти свій запах. Тому у заражених котів завжди на них є залишки слини, що містять бартонели.

### Механізм і шляхи передачі
Головний механізм передачі інфекції від котів людям — контактний. Передавання йде через укуси, маленькі садна, подряпини, що наносяться котами, а також при потраплянні слини цих домашніх тварин на пошкодження шкіри, що вже існували. Обговорюється рідка можливість трансмісивної передачі інфекції людям від котячих через укуси бліх. Усі шляхи інфікування людини від котів ще до кінця не встановлені, але від хворих людей до інших хвороба не передається.

### Сприйнятливий контингент та імунітет
Сприйнятливість дуже висока, але ступінь відповіді на інфекцію залежить від імунного статусу людини. У людей з незміненим імунним статусом виникає хвороба котячої подряпини, тоді як у імуносупресивних осіб (онкологічних хворих, осіб, які перенесли трансплантацію, ВІЛ-інфікованих тощо) виникає часто бацилярний пурпуровий гепатит.

## Патогенез
Патогенез пеліозу печінки невідомий. Є декілька гіпотез, одна з них передбачає, що він виникає внаслідок синусоїдального епітеліального ушкодження, друга — через підвищений синусоїдальний тиск внаслідок обструкції витікання крові з печінки, третя вважає, що все виникає через гепатоцелюлярний некроз.
Ураження дрібних судин печінки призводить до формування в них кіст, які переповнюються кров'ю, здавлюють печінкові клітини, порушуючи їхні функції. Розвиваються застійні явища і прояви ураження травної системи, інтоксикації. Одночасно з'являється гепатоспленомегалія, анемія, тромбоцитопенія і відбувається підйом активності амінотрансфераз. Гістологічно в біоптатах печінки виявляються численні розширені капіляри, а також переповнені кров'ю кавернозні простори в паренхімі цього органу. Може також спостерігатися фіброз, цироз, регенеративні вузлики та пухлини.

## Діагностика
Може бути підтверджений забарвленням зрізів із застосуванням срібла по Вортін-Старрі, мікроскопічним та електронно-мікроскопічним дослідженням препаратів.
Виявлення ДНК бартонел у тканинних зразках за допомогою полімеразної ланцюгової реакції (ПЛР) або антигенів бартонел за допомогою імуногістохімічних методів є підтверджуючим.

## Лікування
Здійснюється етіотропна терапія як й при інших бартонельозах. Використовують еритроміцин 0,5 г 4 рази на добу, або азитроміцин 0,5 г раз на добу, або кларитроміцин 0,5 г 2 рази на добу, або доксициклін 0,1 г 2 рази на добу, протягом 2-х тижнів — 2-х місяців. У тяжких випадках — комбінацію доксицикліну 0,1 г 2 рази на добу і рифампіцину по 0,3 г на добу більш тривало. Застосування антибіотиків може зупинити прогресування процесу. У рідкісних випадках може знадобитися часткова резекція печінки або трансплантація її.

## Профілактика
Постійно мають проводитися заходи, що направлені на запобігання зараження домашніх котів блохами. Людям треба уникати ранового контакту з бродячими котами. Особам з імунодефіцитами доцільно вибирати як компаньйонів не маленьких кошенят, а тварин, що старші 1 року. Людям потрібно негайно промивати водою з милом та обробляти дезінфікуючими засобами місця укусів та подряпин, що нанесені котами. Обговорюється можливість превентивного антибактерійного лікування доксицикліном осіб, що мають імуносупресивний стан, та отримали пошкодження, яке нанесене котом.